# Люллінка
Люллі́нка (рос. Люллинка) — річка у Зав'яловському районі та на території міста Іжевськ Удмуртії, Росія, ліва притока Позимі.
Довжина річки становить 7 км. Бере початок на території Зав'яловського району між селом Мещеряки та міською межею. Потім входить на територію Іжевська. Невелика ділянка в пригирловій частині протікає по території району. Русло спрямоване на північний захід. Впадає до Позимі за 4 км від її гирла. Береги рівнинні, долина широка. В нижній течії річка протікає через болотисті лісові масиви, де для їхнього осушення збудована дренажна система каналів.
На річці розташований мікрорайон Іжевська Люллі, який донедавна був окремим населеним пунктом.